# کیکوجیرو
کیکوجیرو (انگلیسی: Kikujiro) فیلمی ژاپنی در ژانر کمدی-درام با بازیگری، نویسندگی و کارگردانی تاکشی کیتانو است که در سال ۱۹۹۹ منتشر شد. جو هیسایشی موسیقی متن فیلم را ساخت. این فیلم به جشنواره فیلم کن ۱۹۹۹ راه یافت.

## بازیگران
- بیت تاکشی - کیکوجیرو تاکدا
- کایوکو کیشیموتو - همسر کیکوجیرو
- یوسوکه سکیگوچی - ماسائو سوگیاما
- یوکو دایکه - ساتوکو سوگیاما
- کازوکو یوشیوکی - مادربزرگ ماسائو

## واکنش‌ها
این فیلم با نقدهای متفاوتی از سوی منتقدان روبرو شد. کیکوجیرو در راتن تومیتوز دارای امتیاز ۶۰٪ است.